# Láma (állat)
A láma (Lama glama) az emlősök (Mammalia) osztályának párosujjú patások (Artiodactyla) rendjébe, ezen belül a tevefélék (Camelidae) családjába tartozó faj. Elnevezése a perui indiánoktól ered.
Ősei Észak-Amerika középső síkságain éltek 40 millió évvel ezelőtt. Három millió évvel ezelőtt költöztek át Dél-Amerikába. A legutolsó jégkorszak végén az összes teveféle kihalt Észak-Amerikában. 2007-ben több, mint hétmillió láma és alpaka élt Dél-Amerikában.

## Előfordulása
A láma a dél-amerikai tevefélék 4 faja közül a legismertebb. Valószínű, hogy a guanakó volt a láma vadon élő őse. Természetes környezetükben Dél-Amerika bokros, füves területein, Peru déli részétől Bolívia nyugati feléig terjedtek el, illetve Argentína északnyugati részétől Chile északkeleti feléig. A Dél-Amerikában élő lámák számát 3,7 millióra becsülik. Kizárólag háziasított egyedek élnek itt, az emberek teherhordásra használják őket, bár a technika térhódításával ez a szerepük lecsökkent, és inkább húsáért, gyapjáért tartják. Napjainkban a korábbi időkhöz képest kevésbé elterjedt háziállat.
A régészeti leletek és a DNS elemzések szerint több helyen egymástól függetlenül kezdték háziasítani.  A legkorábbi leletek Punából kerültek elő 3200 méter magasságból, és 5000 évesek. A háziasításra a nagyobb testméret, a sok nagyon fiatal állat és a településekhez való közelség utal.  Mivel az újvilági tevefélék mind kereszteződhetnek egymással, ezért keveredtek is, amit a DNS elemzése is kimutatott. Régebben azért is keresztezték az alpakával, hogy egyesítsék a két faj előnyös tulajdonságait.
Minden andoki civilizáció tartotta, főként teherhordásra. Erre a célra nem is háziasítottak más állatot. Gyapját is hasznosították, de ez kevésbé volt értékes, mint az alpakáé. Emellett az indiánok az összes testrészét hasznosították: húsát megették, zsírjával világítottak, trágyájával tüzeltek, bőréből különféle használati tárgyakat készítettek. A mocsék gyakran helyeztek lámákat vagy lámahúst vezetőik sírjára, áldozatként vagy a másvilágra félretett élelemként.  Kerámiáikon élethűen ábrázolták ezeket az állatokat. Az inka birodalomban már nagy hagyománya volt a lámatenyésztésnek. A nemesség számára a láma szimbolikus fontossággal bírt. Halottaikat égetett lámafigurákkal temették el.  Isteneik közül Urcuchillayt foltos láma alakjában ábrázolták. Alex Chepstow-Lusty szerint a láma trágyája tette lehetővé a földművelést.
A gyarmatosítás előtt tíz millió lámát tartottak a birodalomban és a vazallus államokban.
A spanyol hódítást követő száz év alatt számuk a tizedére csökkent, mivel a birkák és a lovak miatt sokat veszített fontosságából. A gyarmati időszakban ércet szállítottak a bányákból. Gregory de Bolivar becslései szerint az ő idejében 300 ezer lámát használtak egyedül a Potosí bánya kincseinek szállítására. Juan Ignacio Molina szerint a holland Joris van Spilbergen kapitány 1614-ben megfigyelte, amint a mapucsék chilihuequeket használnak igásállatként. Ezek valószínűleg a láma egy fajtája voltak.

## Megjelenése

A láma testrészei

A láma nagyobb az alpakánál: fej-törzs-hossza 1,5-2 méter, farokhossza 22-25 centiméter, marmagassága 1,1-1,2 méter és testtömege 120-150 kilogramm. Púpjai nincsenek. Nagy szemek, hosszú szempillák és hegyes fülek jellemzik a lámát. Füle hosszú, hajlott, hegyes. Gyapja hosszú szálú és tömött. Színe a háziállatokra jellemzően változatos. Vannak egyszínű barna, fekete, szürke, fehér lámák, és foltosak, pettyesek is. Fején, nyakán és a lábain rövidebbre nő a gyapjú. Gyapja sokféle színű lehet. A többi teveféléhez hasonlóan talppárnái vannak. Felső ajka hasított, és nagyon mozgékony.
A kifejlett lámának 32 foga van: 1/3 metszőfog, 1/1 szemfog, 2/2 elülső, 3/2 hátsó őrlőfog. A hím felső állkapcsában az összenyomott, éles, hegyes metszőfogat közepes méretű, hegyes, görbe szemfog követi. A következő fog hasonlít a szemfoghoz, ami nem jellemző a tevékre. Az öt egymás után következő őrlőfog közül a két első kicsi, a többi széles; ez hasonló az óvilági tevék fogazatához. Az alsó állkapocsban a három metszőfog hosszú, lapát alakú, fekvő; a külsők a legkisebbek. Mellettük a görbe szemfog mered fel. Ezután kúp alakú rágófogak következnek egy kis foghíjjal. Ezek ismét különböznek az óvilági tevék fogaitól.
Koponyája az óvilági tevékre hasonlít. Az aránylag nagyobb agyüreg, szemgödrök és taréj a kisebb testméretnek tulajdonítható. Az orrcsontok szélesebbek és rövidebbek, és a premaxillánál találkoznak.
Csigolyái:
- nyaki 7,
- háti 12,
- ágyéki 7,
- sacralis 4,
- farki 15 - 20.

Az óvilági tevefélék általános jellemzőinek hasonlósága, keresztezhetőségük és a hibridek termékenysége miatt vitatott, hogy az újvilági tevefélék, a láma, az alpaka, a vikunya és a guanakó hány fajt alkotnak. A láma és az alpaka háziasított volta csak tovább bonyolítja a kérdést, mivel ezzel még inkább eltértek az eredeti törzsalaktól. A négy típust a helyi lakosság megkülönbözteti, és többnyire külön fajokként kezelik őket.

## Életmódja

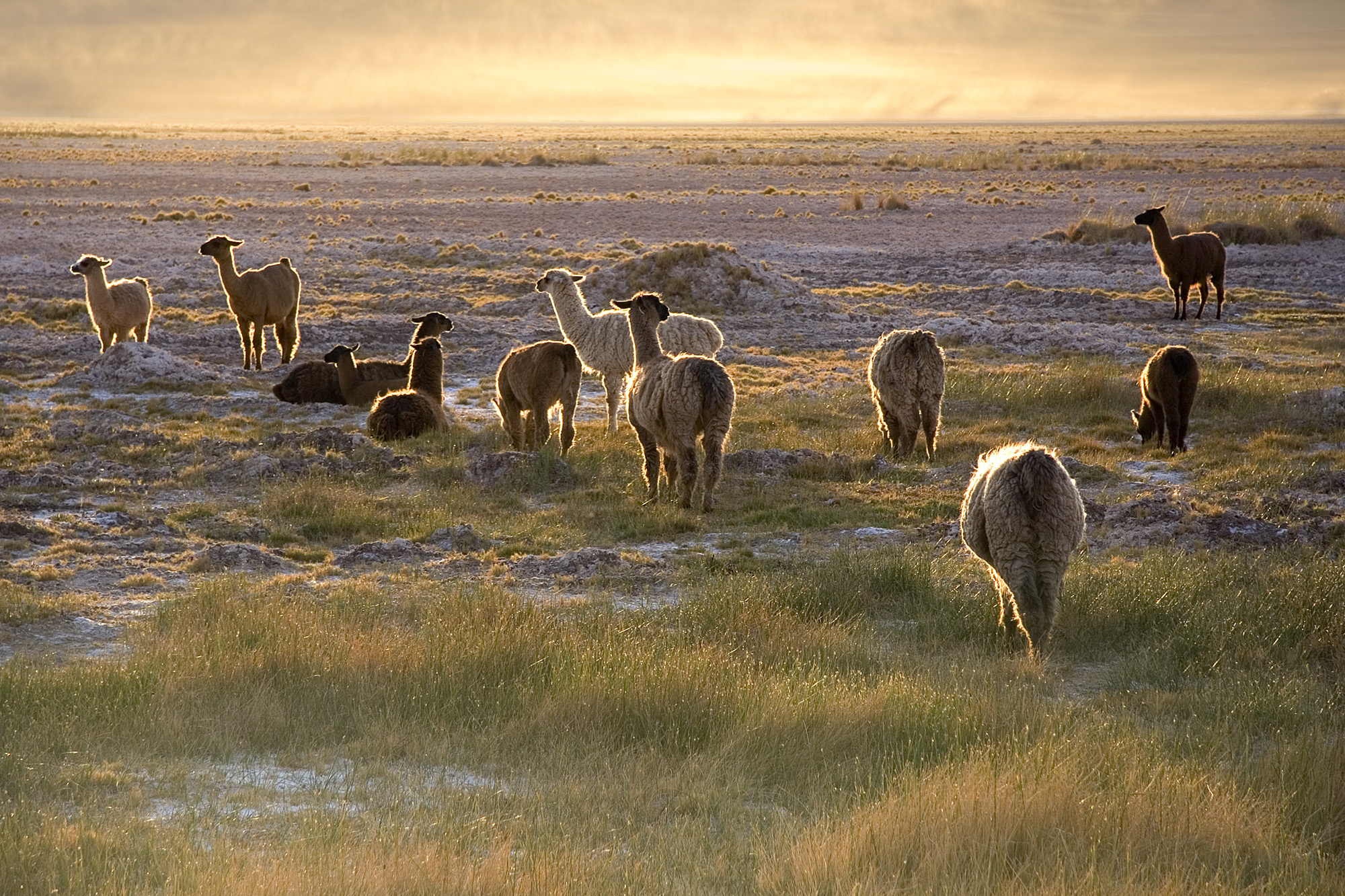
Lámák a chilei San Pedro de Atacamában

Társas, barátságos állat, azonban olykor csökönyös is lehet. Ha a terhet, amit hord a hátán, túl nehéznek találja, nem mozdul meg. Csak akkor engedi, hogy rátegyék a hátára, ha más lámák is a közelében vannak. A láma háborítatlan körülmények között akár 20 évig is élhet.
A jól szocializált láma barátságos és kíváncsi. Azonban a palackból táplált lámák vagy azok, amelyek túl sokat voltak emberek közelében, hajlamosak fajtársukként kezelni az embert. Köpnek, rúgnak, nyakkal birkóznak, így nehezen kezelhetővé válnak. Hogyha mégis palackból kell táplálni egy csikót, akkor az emberrel való érintkezést a lehető legritkábbá kell tenni, és olyan hamar el kell választani, amilyen hamar csak lehet.
A csapatot egy hím vezeti, aki veszély esetén megőrzi a nyugalmat, és biztonságérzetet nyújt társainak. A csapatban a rangsor nem állandó; a hímek sokat küzdenek egymással. Ezek a küzdelmek látványosak: köpnek, taszigálják egymást, nyakbirkóznak és rúgnak. A rangsorvitákat kiáltások, harapások és üldözések is jellemzik. Ettől eltekintve békés csordaállatok, és családként élnek együtt. A vészkiáltásra mindegyikük felfigyel. Mormogva beszélgetnek egymással.
Mivel kizárólag növényevők, táplálékuk a fűfélék, lágy szárú növények, cserjék és zuzmók közül kerül ki. Kérődznek a többi teveféléhez hasonlóan, a táplálékot kétszer emésztik meg. Minden növényt megesznek, amit találnak, bokrok leveleit, ágait. A tevékhez hasonlóan jól tűrik a szomjúságot, napokig kibírják víz nélkül. Ma már tápokat is készítenek számára. Etetésének fő szempontjai a költség, az elérhetőség, és a kiegyensúlyozott tápérték. A fiatal, még növésben levő lámák aránylag nagyobb tápértékű növényeket igényelnek, mint a kifejlett egyedek, mivel emésztésük kevésbé hatékony.
Hangulatukat testbeszédük jelzi. Ha fülei felmerednek, és farka lazán lelóg, akkor a láma jól érzi magát és nyugodt. A felálló farok a figyelem jele. A behódolás jele a fülek hátracsapása és a farok lelógatása. Ha a fülek lelapulnak, és a farok feláll, akkor a láma nem érzi jól magát. Ha nagyon nem érzi jól magát, akkor emellett még gurgulázik is. Ha ekkor egy másik láma túl közel megy hozzá, akkor felemelt orral kiköphet, bár ez elég ritka. Ennek oka lehet a hatalmi harc, vagy a kenyéririgység. Ez utóbbi azt jelenti, hogy a magasabb rangú egyed nem akarja, hogy alacsonyabb rangú társa is hozzájusson ahhoz a táplálékhoz, amit ő eszik. Egy harmadik ok az lehet, hogy a nőstény nem akar párosodni az adott hímmel. A nyöszörgő hang vagy a "mwa" gyakran a félelem vagy az idegesség jele. A láma idegességét a köpetének elemzésével lehet megmérni. A gyomornak minél távolabbi részéből érkezik a köpet, annál idegesebb a láma. A nemileg izgatott hím láma vagy alpaka "orgle" hangokat ad ki. Gargalizálásra emlékeztet, de erősebb, és zümmögő.
Ha elégedetlen valamivel, a már megemésztett gyomortartalmát ráköpi "bosszantójára". Többnyire nem ember, hanem láma a célpont. Ha mégis emberre köp, akkor úgy érzi, hogy az ember bántja, és túl nagy terhet rakott rá. A köpéssel vagy a dominanciáját fejezi ki, vagy azt, hogy az illető fajtársa bosszantja. Rendszerint nem az összes gyomortartalmát köpi ki, hanem csak egy keveset a szagos anyagból, ami azonban könnyen lemosható. A nőstények párzás után leköpik a hímet, ha az újból párosodni akar velük. Ez segít megállapítani, hogy a nőstény vemhes-e.

## Szaporodása

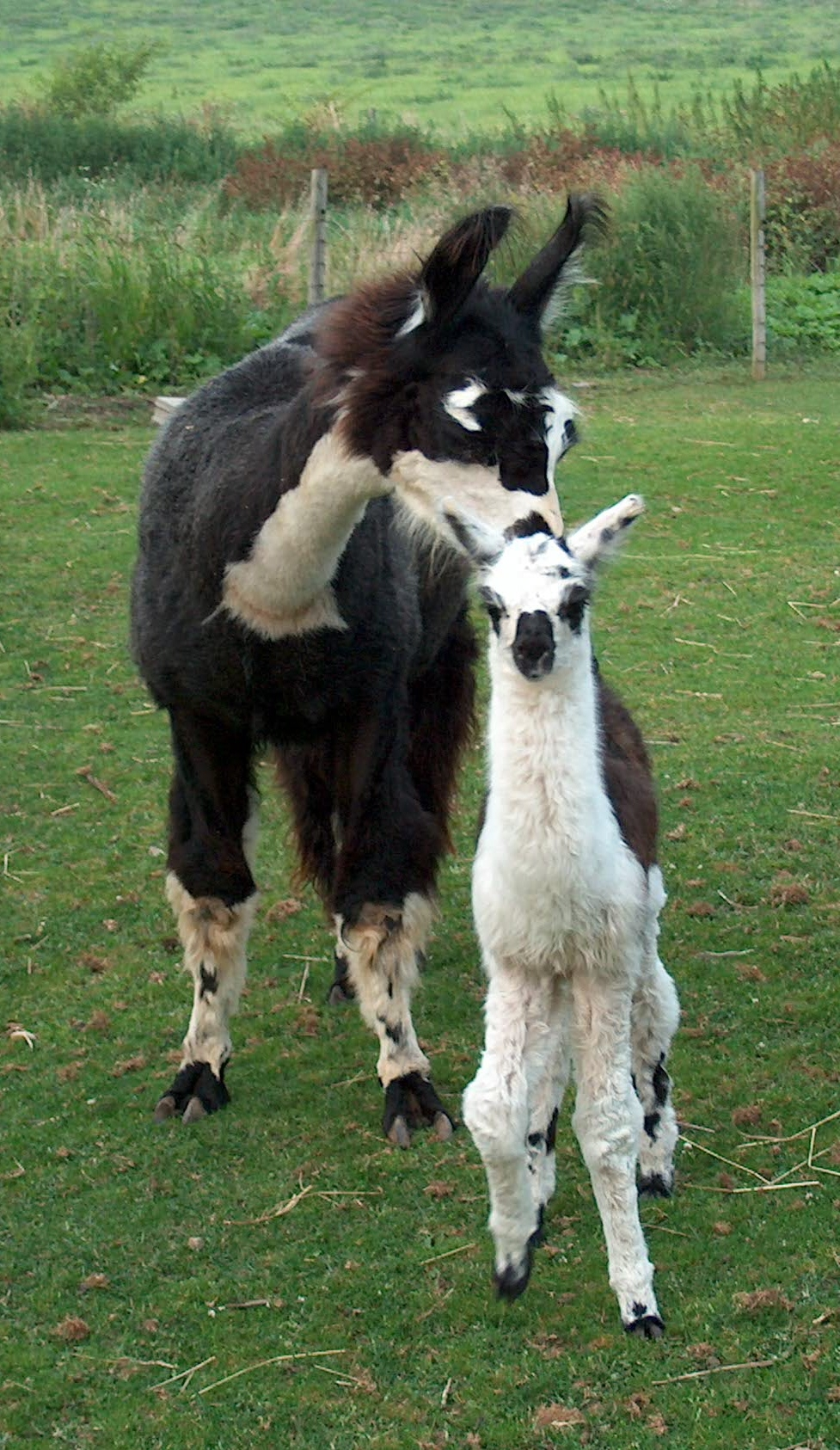
Anya csikójával

Az ivarérettséget a nőstény egy, a hím hároméves korban éri el. A párzási időszak Dél-Amerikában augusztus–szeptember között van. Az ovulációt a párzási aktus váltja ki. A nagy termetű állatoknál szokatlan pozícióban, fekve párzik. A párzás ideje szintén szokatlanul hosszú, 20–45 perc. A kibocsátott petesejt többnyire első kísérletre megtermékenyül. A vemhesség 11-12 hónapig tart, ennek végén egy csikó jön a világra, amely 30 perc elteltével már tud járni.   Születéskori testsúlya 9–14 kg. Lenőtt nyelve miatt anyja nem tudja nyalogatni, ehelyett az orrát dugja hozzá, és mormog neki. 
Egy csapat összes nősténye többnyire egyszerre szül, hogy együtt hatékonyabban tudják megvédeni utódaikat a hímektől és a potenciális ragadozóktól. Az anyák állva szülnek. A szülés nem tart tovább 30 percnél. A csikók többnyire 8 és 12 óra között születnek, a melegebb nappali órákban, ami növeli a túlélés esélyét. Az anya egyszerre csak 60 ml tejet tud termelni, ezért a csikónak gyakran kell szopnia. Teje zsírban és sóban szegényebb, mint a kecske- és a tehéntej, de gazdagabb foszforban és kalciumban.
A csikó mintegy négy hónapig szopik.

### Tenyésztési módszerek
A hárem módszerben a hím együtt él a nőstényekkel majdnem az egész évben.
A mezei pároztatásban a hímet és a nőstényt egy időre külön területre költöztetik ki. A módszer egyszerű, de nem segít megjósolni a csikó születésének idejét. A születés időpontjának meghatározása ultrahangos vizsgálattal tehető pontosabbá.
A kézi tenyésztés a leghatékonyabb módszer, de a legmunkaigényesebb is. A hímet és a nőstényt egy külön karámban különítik el, és megfigyelik őket. Minden második nap szétválasztják, majd a következő nap összeengedik őket mindaddig, amíg egyikük vagy másikuk elutasítja a további párzást. Ezzel a módszerrel többnyire két párzás érhető el, de egyes nőstények nem párzanak kétszer ugyanazzal a hímmel. Az elkülönítés segít spermát gyűjteni a hímnek, és segít megőrizni a nőstény ivarútjainak egészségét. Ha két-három hét eredménytelenül telt el, akkor egy másik hímmel érdemes próbálkozni.

### A vemhesség ellenőrzése
A vemhesülést a párzás után két-három, hat és tizenkét héttel ellenőrzik. 
- Köpésteszt: a nőstényt egy új hímhez vezetik. Ha rövid idő múlva a nőstény lefekszik a hím elé, akkor nem vemhes. Hogyha ellenben állva marad, köp, vagy támadóan viselkedik vele szemben, akkor valószínűleg vemhes.
- A progreszterontesztet állatorvos végzi. Vérmintát vesz a vizsgált nősténytől, és meghatározza a progreszteron szintjét. Ha ez magas, akkor a láma vemhes.
- Tapogatásos vizsgálat: a gazda vagy az állatorvos tapogatással keresi a csikót. Ez egy pontos módszer, bár vannak kockázatai a lámára nézve.
- Az ultrahangos vizsgálattal egy tapasztalt állatorvos már a 45 napos vemhességet is ki tudja mutatni.

A köpésteszt általában ingyenes, és többnyire pontos, habár előfordulhatnak kivételek bizonyos hormonzavarok esetén. A progreszteronteszt is többnyire pontos, bár előfordulhat, hogy hormonzavar miatt vemhesnek mutatja a lámát, amikor éppen, hogy nem lehet vemhes. Az első három módszer nem ad becslést a csikó korára, viszont az ultrahangos kép alapján az állatorvos viszonylag pontos becslést tud adni. Továbbá képes megkülönböztetni a vemhességet a félrevezető állapotoktól, és meg tudja különböztetni az élő csikót a halottól. A módszer hátrányai: a költsége, a szükséges felszerelés, és az, hogy az állatorvosnak is felkészültnek kell lennie. Ezek a feltételek nem mindig adottak.

## Hasznosítása

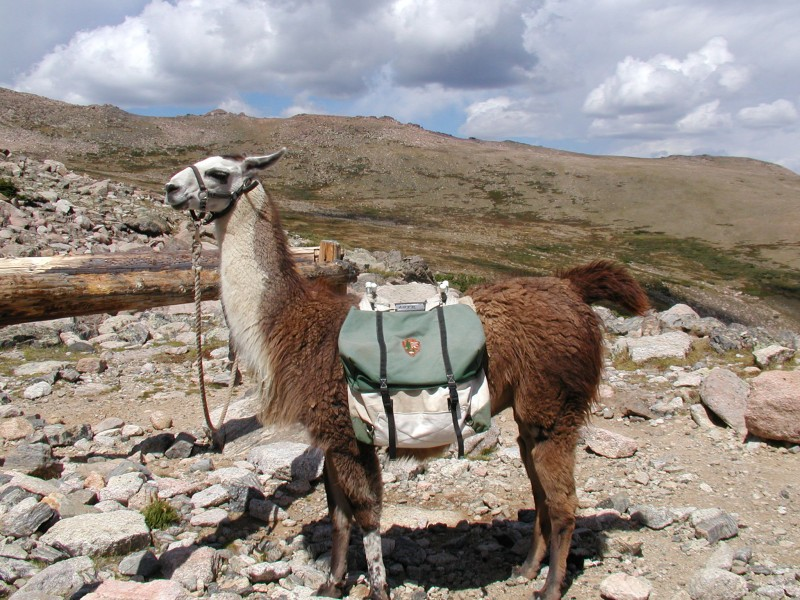
Málhás láma a Rocky Mountain nemzeti parkban

Háziállatként már több mint ezer éve tartják a lámákat, húsukért, tejükért és a gyapjújukért. Gyapja lanolinmentes. Nehéz terhek, rakományok szállításra hegyvidékeken még ma is alkalmazzák őket, bár a technika lassacskán kiszorítja őket erről a területről. Testtömegének 25% - 30%-át tudja elvinni 8–13 km távolságra.
Veszélyt jelző viselkedésük miatt a lámát az 1980-as évek óta használják más háziállatok csordáihoz, nyájakhoz a veszély észlelésére.  Legtöbbször az Amerikai Egyesült Államok nyugati területein használják így, ahol a kojot (Canis latrans) és más nagyobb ragadozók honosak. Erre a feladatra rendszerint egy herélt lámát használnak. A kutatások szerint a több őrláma nem hatékonyabb, mint az egy, mivel inkább egymással foglalkoznak, mint az őrködéssel.
Az őrláma bevezetésére a kétéves életkor a legalkalmasabb, mivel ekkor már hatékonyan észleli a ragadozókat, de még könnyen alakít ki kapcsolatokat más fajokkal. Egyes lámák könnyebben kötődnek a rájuk bízott kecskékhez és juhokhoz, ha közvetlenül a bárányok vagy a gidák születése előtt viszik őket a nyájhoz. Ezt sok állattenyésztő kihasználja, hiszen az így kialakult kötődés különösen erős.
Az őrlámát több állattenyésztő is sikeresen alkalmazta a ragadozók elleni védekezésként. Kevesebbe kerül eltartani a lámát, mint amennyibe az elragadott jószágok kerülnének. Habár nem mindegyikük alkalmas erre a feladatra, alkalmazásuk nemcsak a jószágok, hanem a ragadozók életét is megkíméli. Kevés törődéssel is elvannak, és kiképezni sem kell őket.

### A lámahús

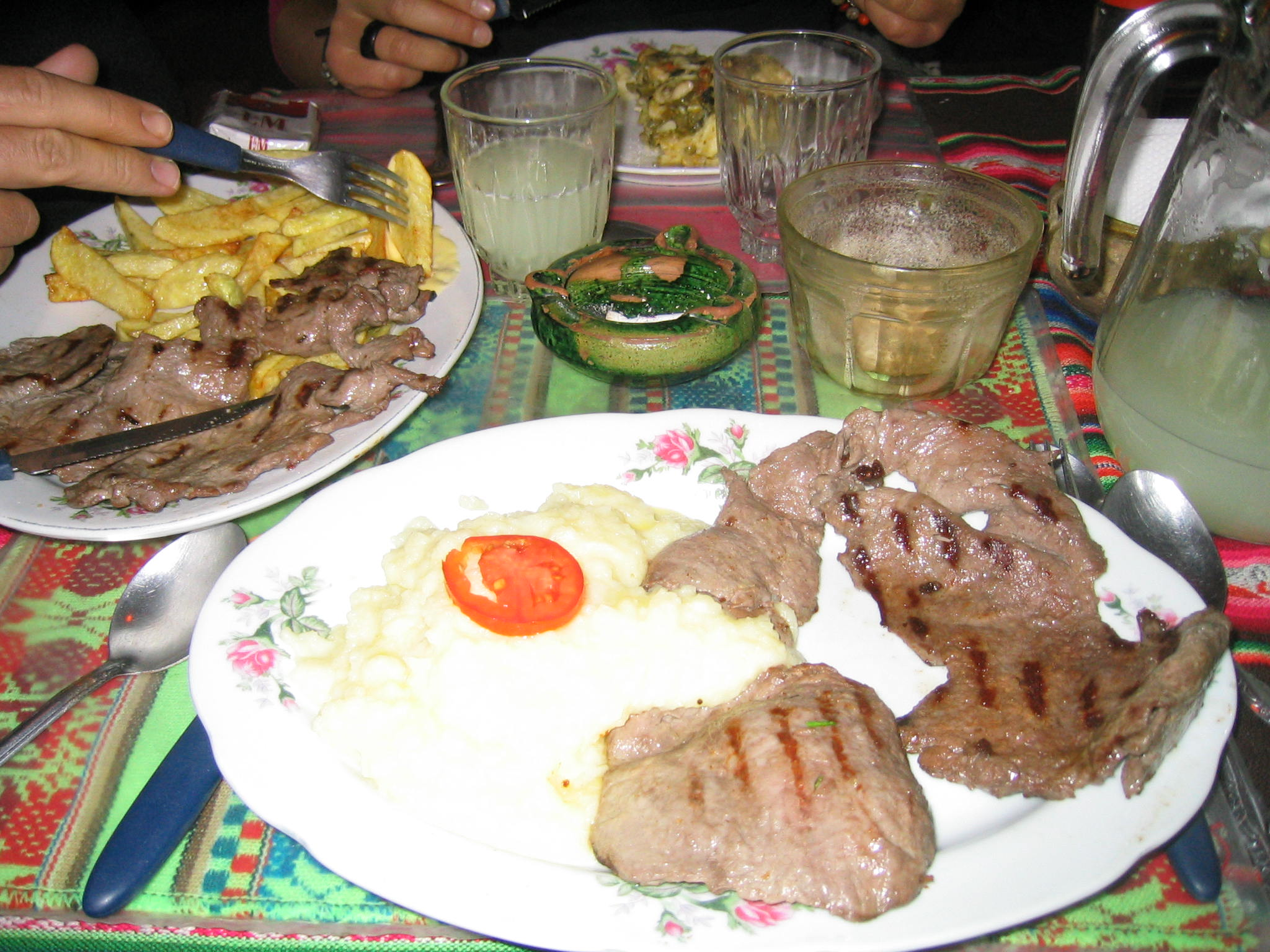
Bolíviai lámaszelet ebédre.

A láma húsa Dél-Amerikában a spanyol hódításig a legfőbb fehérjeforrás volt. Utána elterjedt már más háziállatok (a marha, sertés, baromfi) húsának fogyasztása is. Mindazonáltal az új spanyol ajkú lakosság is megkedvelte, s átvette a lámahús fogyasztásának tradícióját. A belőle napjainkig készülő ételek és más különlegességek választéka annyira széleskörű, hogy nehéz lenne őket mind felsorolni.
Az állat húsa rendkívül tápláló, fehérjetartalma meghaladja a 22%-ot, s tartalmaz minden olyan esszenciális aminosavat, amelyre az emberi szervezetnek szüksége van.
A lámahús a soványhúsok közé tartozik, csupán 3,51%-nyi zsírt tartalmaz, ami alacsonyabb a baromfihús zsírtartalmánál is. Utóbbival összevetve ráadásul a lámahús zsírja sokkal egészségesebb, mint a baromfié.
Koleszterintartalma is alacsonyabb egy baromfihoz képest: 1 dkg lámahús 56 mg koleszterinnel bír, fogyasztása ezért hozzájárul az egészséges koleszterinszint fenntartásához és a megfelelő szív- és érrendszeri egyensúlyhoz.
A láma húsa gazdag vasban és B-vitaminban, jóllehet a B-vitamin tartalma alacsonyabb más húsokhoz képest, mint pl. a marhahús.

## Állatkertekben
A lámát mint háziállatot eredeti élőhelyén kívül is sok helyen tartják, leggyakrabban hobbiállatként. Szinte minden állatkertben élnek lámák, gyakran együtt tartják közeli rokonával, az alpakával. Néha az állatsimogatókban a látogatók közvetlenül is ismerkedhetnek ezen fajjal, erre azonban inkább a kevésbé agresszív csikók és kancák alkalmasak.
Magyarországon a következő állatkertek tartanak lámákat: Budapesti Állatkert, Nyíregyházi Állatpark, Debreceni Állatkert, Miskolci Állatkert és Kultúrpark, Veszprémi Állatkert, Szegedi Vadaspark, Pécsi Állatkert, Győri Xantus János Állatkert, Jászberényi Állatkert, Kecskeméti Vadaskert, Magán Zoo, Gyöngyösi Állatkert, Veresegyházi Medveotthon, sarudi Tisza-tavi miniZoo.
A felsoroltakon kívül még számos kisebb állatbemutatóban, cirkuszban, sőt magánszemélyeknél is találkozhatunk lámával Magyarországon. Nyugodt, barátságos természete miatt terápiás állatként is használják.

## Képek

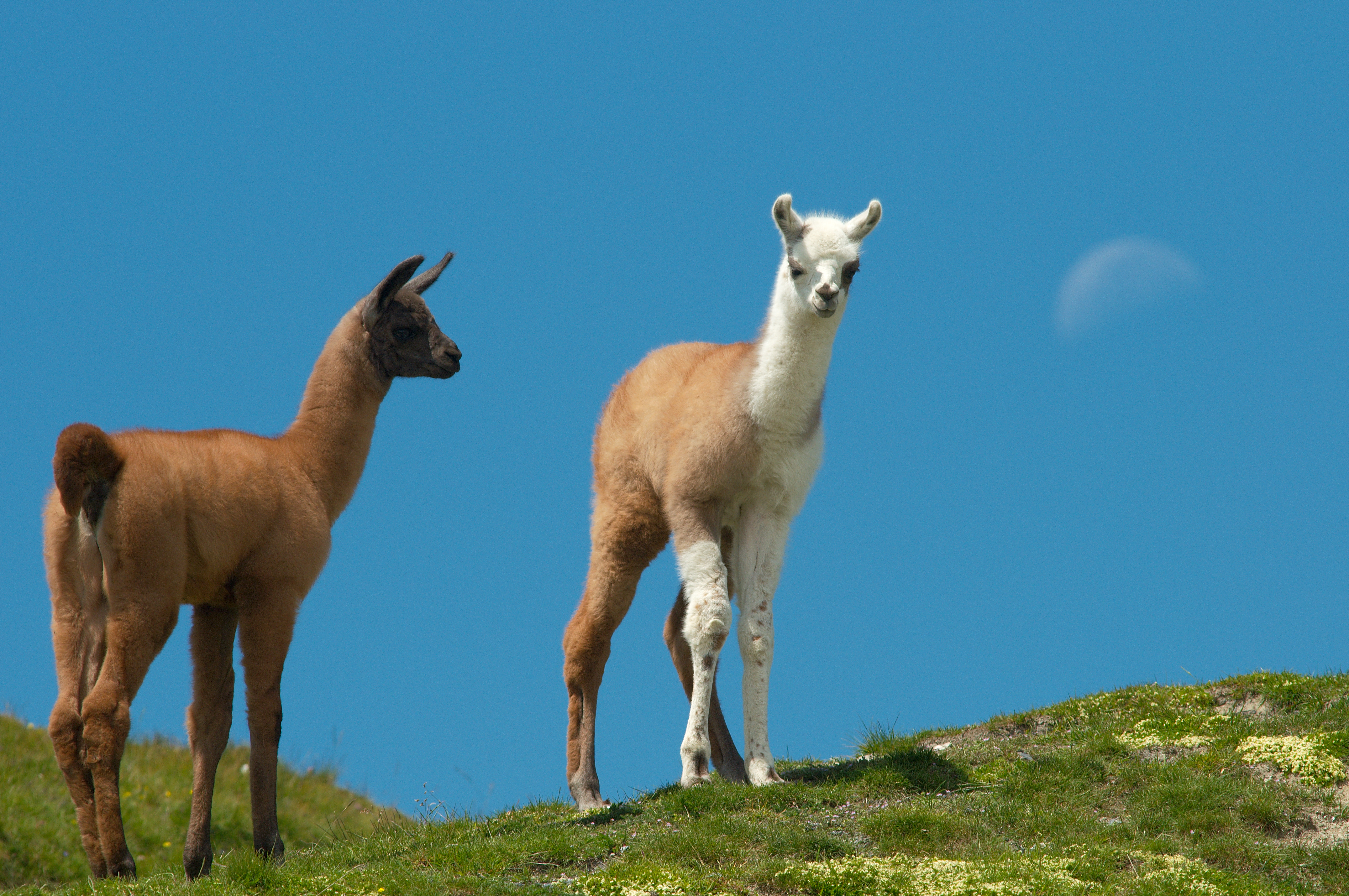
Fiatal lámacsikók
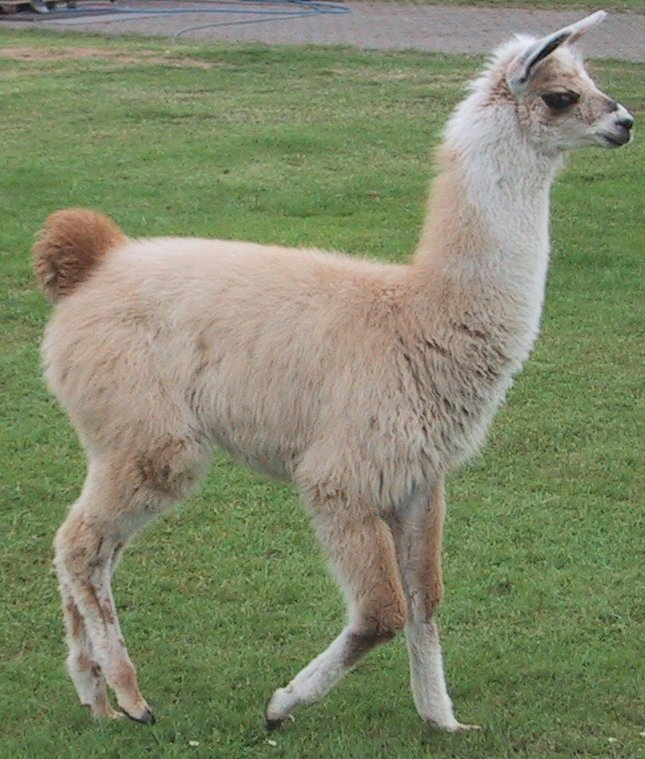
Egy magányos példány
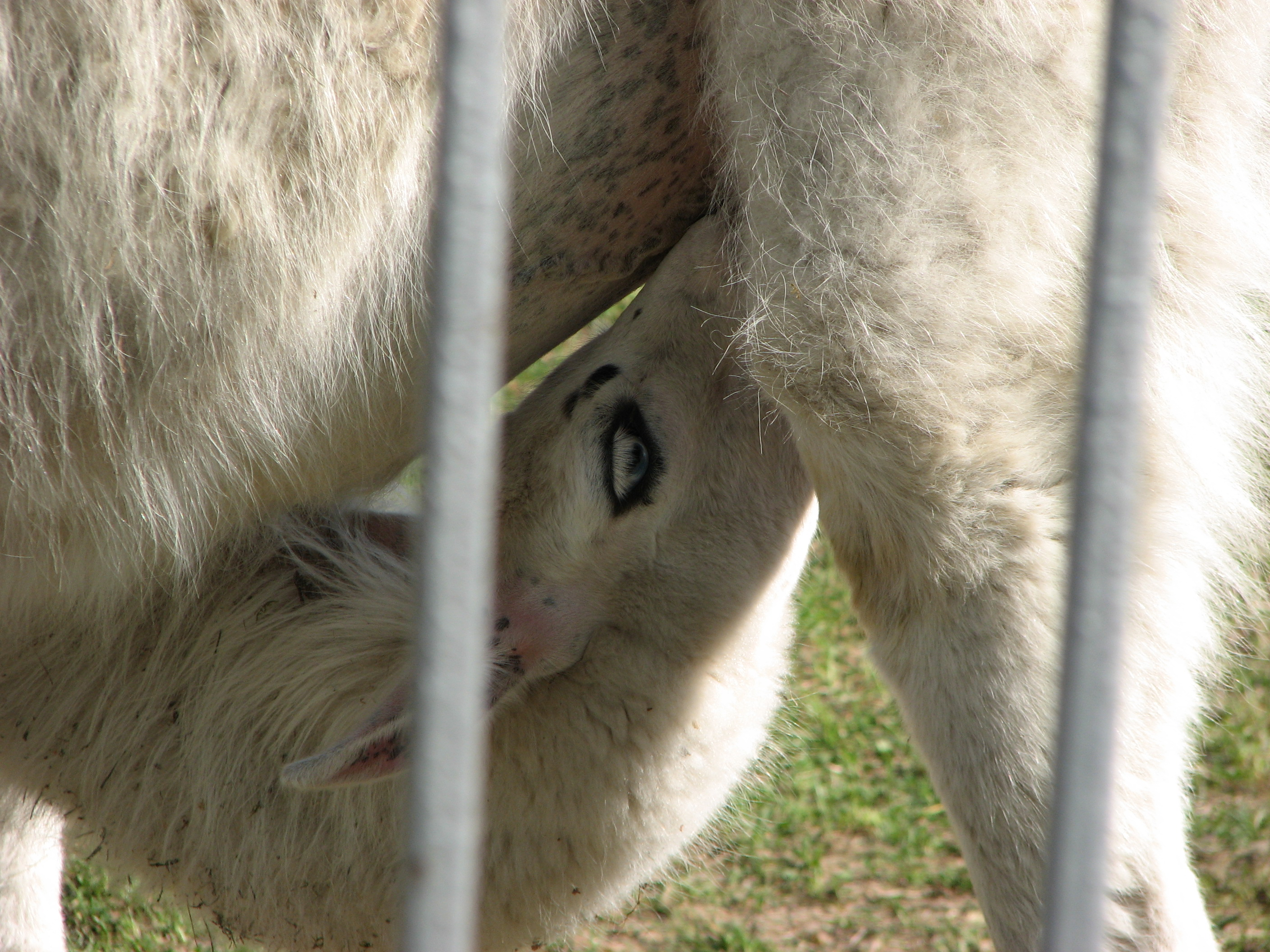
Táplálkozó kiscsikó

## Fordítás
- Ez a szócikk részben vagy egészben  a   Lama (Kamel) című német Wikipédia-szócikk fordításán alapul.  Az eredeti cikk szerkesztőit annak laptörténete sorolja fel. Ez a jelzés csupán a megfogalmazás eredetét és a szerzői jogokat jelzi, nem szolgál a cikkben szereplő információk forrásmegjelöléseként.
- Ez a szócikk részben vagy egészben  a   Llama című angol Wikipédia-szócikk fordításán alapul.  Az eredeti cikk szerkesztőit annak laptörténete sorolja fel. Ez a jelzés csupán a megfogalmazás eredetét és a szerzői jogokat jelzi, nem szolgál a cikkben szereplő információk forrásmegjelöléseként.